# Žižek!
Žižek! (alternatywna pisownia Zizek!) – amerykańsko-kanadyjski film dokumentalny z 2005 w reżyserii Astry Taylor. Dokument jest poświęcony Slavojowi Žižkowi – słoweńskiemu filozofowi, kandydatowi na prezydenta Republiki Słowenii w 1990 roku. Premiera filmu miała miejsce 11 września 2005 na Międzynarodowym Festiwalu Filmowym w Toronto. Film zarobił 40 331 USD.